# Хилсборо (Мисисипи)
Хилсборо (енгл. Hillsboro) насељено је место без административног статуса у америчкој савезној држави Мисисипи.

## Демографија
По попису из 2010. године број становника је 1.130.
| Група             | 2000.    | 2010.       |
| Белци             | 0 (0,0%) | 397 (35,1%) |
| Афроамериканци    | 0 (0,0%) | 686 (60,7%) |
| Азијати           | 0 (0,0%) | 10 (0,9%)   |
| Хиспаноамериканци | 0 (0,0%) | 23 (2,0%)   |
| Укупно            | 0        | 1.130       |